# Michael Ross (Mossad)
Pour les articles homonymes, voir Michael Ross et Ross.

Le sceau officiel du Mossad

Michael Ross, né le 12 juillet 1965 au Canada, est le pseudonyme d'un ancien agent du Mossad, le service de renseignement d’Israël.

## Agent du Mossad, 1988-2001
Michael Ross est un ancien soldat canadien, de confession chrétienne, qui a émigré en Israël au début des années 1980, s'est converti au judaïsme et a rejoint Tsahal, avant d'être repéré par des chasseurs de tête de la MELUKHA, le service de recrutement du Mossad.
Selon le quotidien israélien Haaretz, qui se fonde sur des sources à l'intérieur du Mossad, Michael Ross travaillait sous le nom de code « Rick ».
- 1988-1995 : service comme agent sous couverture (« Combattant », l'élite du service) au sein de la division CAESAREA, responsable des officiers opérant sans couverture diplomatique.  Missions aux États-Unis et en Syrie, Azerbaïdjan, Iran et Afrique du Nord.
- 1996-1998 : service comme agent de renseignement (Katsa) au sein de la division TEVEL, responsable des relations entre le Mossad et les agences de renseignement à l'étranger. À ce titre, il a travaillé comme officier de liaison du Mossad avec la CIA et le FBI. Michael Ross était également enquêteur lors des attentats d'Al-Qaïda contre les ambassades américaines de Nairobi (Kenya) et Dar es-Salaam (Tanzanie).
- 1998-2001 : agent de renseignement (Katsa) au sein de la division BITZUR, responsable de la sécurité et de l'immigration des communautés juives mondiales.  En 2000, il a été félicité par le directeur-adjoint du Mossad, Ilan Mizrahi, pour avoir organisé la fuite des Juifs du Zimbabwe menacés par le régime de Robert Mugabe.

## Publication d'un best-seller
En 2007, Michael Ross a publié un best-seller retraçant son parcours sous le titre The Volunteer. Ses mémoires, en anglais, ont été diffusés au Royaume-Uni, Australie Canada, États-Unis, et traduits en hébreu pour être publiées en Israël.
Il est depuis apparu dans plusieurs journaux canadiens, dont le National Post et le Globe and Mail, et reste un correspondant régulier de la télévision canadienne CBC.
Il est aujourd'hui en contact avec des maisons d'édition en France. Il donne régulièrement des conférences à l'Université de Vancouver sur le thème du contre-terrorisme.

## Liens
- Kidon - service action du renseignement extérieur israélien
- Mossad

## Sources
- (en) "The Volunteer, the incredible true story of an Israeli spy", Michael Ross et Jonathan Kay, Skyhorse Publishings, septembre 2007
- (en + he) Site officiel du Mossad